# Julia Gwynaeth Bodmer
Julia Gwynaeth Bodmer, Julia Pilkington de nacimiento, (Mánchester, Gran Mánchester, Inglaterra, 31de julio de 1934 - Oxford, Oxfordshire, Inglaterra, 29 de julio de 2001), fue una genetista británica que tuvo un papel clave en el descubrimiento y definición de los antígenos leucocitarios humanos (HLA), un sistema de marcadores genéticos. Una de las expertas a nivel mundial en el campo de la serología y definición genética del sistema HLA. Sus descubrimientos ayudaron a avanzar en el conocimiento y comprensión de la relación entre el HLA y algunas enfermedades como el cáncer o el síndrome de inmunodeficiencia adquirida (VIH, sida).
Estudió filosofía, política y economía en Oxford, tras lo cual se convirtió en asistente estadística en la Universidad de Cambridge. Colaboró con su marido, el genetista Walter Bodmer, y formaron el "Cancer Research Fund" en 1979, estableciendo un laboratorio en Oxford para la investigación de la variación genética en las personas.

## Biografía
Julia Pilkington nació en Mánchester y recibió su educación en el "Manchester Hight School" para mujeres, donde acabó siendo prefecta principal. Con una beca estatal, se desplazó a Oxford, al "Lady Margaret Hall", para estudiar filosofía, política y economía, especializándose en su último año en economía y estadística. Justo después de graduarse, se casó con el genetista Walter Bodmer, al que siguió a Cambridge, convirtiéndose en asistente de estadística del director del departamento de economía aplicada, W. N. Readdaway. Más adelante, la pareja se mudó a la Universidad de Stanford, y tuvieron dos de sus tres descendientes.
Julia comenzó a trabajar con su esposo y con Rose Payne en la tipificación de tejidos, un nuevo campo, utilizando su experiencia en estadística. En los primeros proyectos en los cuales participó, logró identificar dos nuevos tipos de tejidos, descubrimiento que sentaría las bases de los primeros genes del sistema HLA. Siguió con esta investigación, analizando su distribución en diferentes poblaciones e identificó muchos tipos nuevos. En 1970, regresaba a Oxford, a un nuevo laboratorio de genética que le permitió ampliar su investigación para determinar asociaciones entre los tipos de HLA y diferentes enfermedades. Una de las asociaciones más destacadas fue la del HLA con la artritis reumatoide juvenil y la espondilitis anquilosante, ayudando a establecer la base inmunológica de dichas enfermedades. Julia y Walter se trasladaron a Londres en 1979, para trabajar en el "Cancer Research Fund", en el que su marido se convirtió en director. El trabajo de Julia se amplió para incluir también el análisis del linfoma de Burkitt, la enfermedad de Hodgkin y el cáncer de testículo. Gracias al análisis y recopilación de datos de familias con antecedentes en el cáncer de testículo, pudo identificar el primer gen de susceptibilidad a dicha enfermedad. Más tarde, su marido se convertiría en director del "Hertford College", y regresarían a Oxford para establecer un nuevo laboratorio, en el que trabajar en la variación genética en poblaciones humanas.
Ayudó a fundar la federación europea de inmunogenética (EFI, European Federation of Immunogenetics), de la cual fue presidenta en 1999. Más tarde, fue miembro honorario del colegio así como miembro de la Academia de Ciencias Médicas. Como carecía de una titulación en ciencias convencionales, la Universidad de Oxford le otorgó un DSC (degree of Doctor of Science), es decir, una titulación de doctorado en ciencias. Entre sus logros, está el haber podido compaginar una carrera científica tan laboriosa con una feliz vida familiar, con su marido Walter, sus hijos Mark y Charles, y su hija Helen.

## Premios y reconocimientos
El premio "Julia Bodmer Award" fue creado en 2002 como tributo a "la fallecida presidenta de EFI, Julia Bodmer, quien alentó a muchos investigadores jóvenes en el campo de la inmunogenética". Se otorga anualmente a jóvenes científicos/as en reconocimiento por su sobresaliente trabajo en el campo de la inmunogenética, y en reconocimiento al laboratorio en el cual han desarrollado su investigación.
Este premio, está asociado con una presentación oral en la sesión de apertura de la conferencia anual de la EFI, y con la invitación a contribuir con una "revisión de Julia Bodmer", dedicada a la HLA, la revista oficial de la sociedad. Las personas candidatas deben ser miembros de la EFI y no llevar más de diez años desde que completaron su tesis doctoral. También son elegibles, candidatos/as que no hayan realizado o completado una tesis doctoral.
En marzo de 2011, se creó el proyecto bibliotecario "Bodleian Library", con el fin de ordenar, organizar y encuadrar las publicaciones de Walter Bodmer y Julia Pilkington (Julia Bodmer). El trabajo tiene el apoyo del programa "Wellcome Trust's Research Resources in Medical History".

## Publicaciones
En el proyecto bibliotecario "Bodleian Library", puede encontrarse gran parte de las publicaciones de Julia:
- Correspondencia (Correspondence) (1970-2000): ordenada alfabéticamente.
- Laboratorio de tejidos de antígenos (Tissue Antigen Laboratory) (1967-2006): una gran serie que comprende un conjunto completo de cuadernos de investigación de laboratorio y artículos asociados de Juliad Bodmer y otros investigadores (1967-2000); trabajos de investigación de Steve Bryant (1987-2001); artículos sobre investigación acerca del cáncer de testículo (1982--1996); documentos de administración de laboratorio (1976-2001). Laboratorio, ICRF, que fue dirigido por Julia. Los cuadernos de laboratorio contienen materiales utilizados en experimentos en electroforesis, incluidas autorradiografías y transferenceras sur y oeste.
- Visitas y conferencias (Visits and Conferences) (1983-92): artículos relacionados con varias conferencias, encuentros y simposios dirigidos por Julia Bodmer.
- Publicaciones (Publications) (1964-2000): copias y artículos relacionados con publicaciones de Julia (ver también la sección de publicaciones principales en el archivo dedicado a Walter Bodmer).